# Кристофер (Илиноис)
Кристофер (енгл. Christopher) град је у америчкој савезној држави Илиноис. По попису становништва из 2010. у њему је живело 2.382 становника.

## Демографија
Према попису становништва из 2010. у граду је живело 2.382 становника, што је 454 (16,0%) становника мање него 2000. године.
| Група             | 2000.         | 2010.         |
| Белци             | 2.786 (98,2%) | 2.310 (97,0%) |
| Афроамериканци    | 3 (0,1%)      | 10 (0,4%)     |
| Азијати           | 8 (0,3%)      | 4 (0,2%)      |
| Хиспаноамериканци | 15 (0,5%)     | 34 (1,4%)     |
| Укупно            | 2.836         | 2.382         |